# Дженсен, Люк
Люк Дженсен (англ. Luke Jensen; род. 18 июня 1966, Грейлинг, Мичиган) — американский теннисист, теннисный тренер и спортивный комментатор, бывшая шестая ракетка мира в парном разряде. Победитель Открытого чемпионата Франции в мужском парном разряде (1993), в общей сложности победитель 10 турниров Гран-при и АТР в парном разряде, чемпион в мужском парном разряде и бронзовый призёр в одиночном Панамериканских игр 1987 года. Был также победителем Открытого чемпионата Франции в парном разряде среди юношей (1984) и финалистом Открытого чемпионата Австралии и Открытого чемпионата Франции в миксте (1996).

## Игровая карьера
Мерфи Дженсен вырос в семье любителей тенниса. Его отец Говард, бывший игрок НФЛ, преподавал теннис в старших классах. Младший брат Люка, Мерфи, вслед за ним стал профессиональным теннисистом, выступавшим в том числе с ним в паре. Люк и Мерфи были известны среди игроков профессионального теннисного тура как «братья-рок-н-ролльщики» и периодически выступали дуэтом на сцене во время вечеринок. Две младших сестры Люка, Рейчел и Ребекка, также играли в теннис на профессиональном уровне.
Родившись правшой, Люк уже в начале занятий теннисом начал отрабатывать подачу левой рукой после того, как его тренер обратил внимание на то, что все ведущие игроки профессионального тура на тот момент были левшами. Дженсен преуспел в своём начинании и на пике карьеры мог подавать любой рукой со скоростью 130 миль (210 км) в час. За одинаково уверенную игру любой рукой он получил прозвище «Обоюдорукий Люк» (англ. Dual Hand Luke). В 1984 году Дженсен выиграл чемпионаты США среди юношей в возрасте до 18 лет на травяных, грунтовых и хардовых кортах в одиночном разряде. В 1986—1987 годах учился в Университете Южной Калифорнии и два года подряд включался в состав символической любительской сборной Северной Америки (англ. All American) в одиночном разряде, а в 1987 — также и в парном. В том же году представлял США на Панамериканских играх в Индианаполисе и завоевал золотую медаль в паре с Патриком Макинроем и бронзу в одиночном разряде.
Свой первый титул во взрослом теннисе Дженсен завоевал ещё в 1985 году в паре с Рики Брауном в турнире класса ATP Challenger. Перейдя в профессиональный тур в 1987 году, на следующий год он выиграл свой первый турнир в туре Гран-при — основном профессиональном туре. Это произошло в начале года в Бразилии, где в паре с Дженсеном играл чилиец Рикардо Акунья. В 1991 году Дженсен и австралиец Лори Уордер выиграли турнир высшей категории в Монте-Карло. Добавив к этому титулу победу в Болонье, финал ещё одного турнира высшей категории — Открытого чемпионата Италии — и четвертьфинал Открытого чемпионата Франции, Дженсен и Уордер пробились в чемпионат мира ATP — итоговый турнир года среди лучших игроков мира. Там, однако, они сумели выиграть лишь одну встречу из трёх в группе и не вышли в стадию плей-офф.
Следующий год Дженсен и Уордер тоже закончили с двумя титулами и в ранге четвертьфиналистов Открытого чемпионата Франции, но на этот раз в итоговый турнир сезона не попали, по итогам года заняв 11-е место среди сильнейших пар мира. В 1993 году Люк Дженсен составил пару своим младшим братом Мерфи, с которым они неожиданно стали победителями Открытого чемпионата Франции, проиграв в финалах ещё трёх турниров за сезон и обеспечив себе участие в чемпионате мира АТР. Сам Люк ещё трижды играл в финалах с двумя разными партнёрами и к ноябрю достиг в рейтинге игроков в парном разряде 6-й позиции. По ходу группового этапа чемпионата мира АТР Люк перенёс экстренную аппендектомию, не сыграв последнего матча.
В дальнейшем Люк и Мерфи совместно играли ещё в семи финалах, завоевав три титула. Последнюю победу (четвёртую за время выступлений вместе и десятую в карьере Люка) они одержали в 1997 году в турнире класса ATP Championship Series в Вашингтоне, после чего в ноябре того же года Люк перенёс артроскопическую операцию обоих коленей. Значительным успехом обернулось выступление Дженсена-старшего в миксте с Николь Арендт в 1996 году: они побывали в финалах Открытого чемпионата Австралии и Открытого чемпионата Франции (по мнению самого Дженсена, австралийский финал против Марка Вудфорда и Ларисы Савченко они проиграли, потому что он «слишком веселился», подавая мяч с левой руки под открытую ракетку Савченко). 
В основном завершив выступления в 1999 году, Дженсен ещё несколько лет играл в профессиональной теннисной лиге World TeamTennis, где провёл девять лет начиная с 1994 года.

## Место в рейтинге в конце года
| Год              | 1987 | 1988 | 1989 | 1990 | 1991 | 1992 | 1993 | 1994 | 1995 | 1996 | 1997 | 1998 |
| ---------------- | ---- | ---- | ---- | ---- | ---- | ---- | ---- | ---- | ---- | ---- | ---- | ---- |
| Одиночный разряд | 192  | 271  | 493  | 414  | 808  |      | 762  | 548  | 359  | 335  | 519  | 1256 |
| Парный разряд    | 117  | 162  | 65   | 64   | 16   | 33   | 6    | 70   | 56   | 97   | 45   | 200  |

## Финалы турниров Гран-при и АТР за карьеру
| Легенда                                    |
| ------------------------------------------ |
| Большой шлем (1)                           |
| Чемпионат мира ATP (0)                     |
| ATP Championship Series, Single Week (1-2) |
| ATP Championship Series (1-2)              |
| ATP World (5-10)                           |
| Гран-при (2-0)                             |

| Результат | №   | Дата             | Турнир                               | Покрытие | Партнёр        | Соперники в финале                 | Счёт в финале |
| --------- | --- | ---------------- | ------------------------------------ | -------- | -------------- | ---------------------------------- | ------------- |
| Победа    | 1.  | 31 января 1988   | Гуаружа, Бразилия                    | Хард     | Рикардо Акунья | Диего Перес Бурин Хавьер Франа     | 6-1, 6-4      |
| Победа    | 2.  | 19 ноября 1989   | Открытый чемпионат ЮАР, Йоханнесбург | Хард(i)  | Ричи Ренеберг  | Келли Джонс Джои Райв              | 6-0, 6-4      |
| Победа    | 3.  | 7 апреля 1991    | Орландо, США                         | Хард     | Скотт Мелвилл  | Николас Перейра Пит Сампрас        | 6-7, 7-6, 6-3 |
| Победа    | 4.  | April 29, 1991   | Монте-Карло, Монако                  | Грунт    | Лори Уордер    | Марк Куверманс Паул Хархёйс        | 5-7, 7-6, 6-4 |
| Поражение | 1.  | 19 мая 1991      | Открытый чемпионат Италии, Рим       | Грунт    | Лори Уордер    | Горан Иванишевич Омар Кампорезе    | 2-6, 3-6      |
| Победа    | 5.  | 26 мая 1991      | Болонья, Италия                      | Грунт    | Лори Уордер    | Луис Маттар Жайми Онсинс           | 6-4, 7-6      |
| Поражение | 2.  | 6 октября 1991   | Сидней, Австралия                    | Хард(i)  | Лори Уордер    | Джим Грабб Ричи Ренеберг           | 4-6, 4-6      |
| Поражение | 3.  | 5 апреля 1992    | Оэйраш, Португалия                   | Грунт    | Лори Уордер    | Хендрик Ян Давидс Либор Пимек      | 6-3, 3-6, 5-7 |
| Победа    | 6.  | 24 мая 1992      | Болонья (2)                          | Грунт    | Лори Уордер    | Хавьер Санчес Хавьер Франа         | 6-2, 6-3      |
| Поражение | 4.  | 17 января 1993   | Сидней, Австралия                    | Хард     | Мерфи Дженсен  | Сэндон Столл Джейсон Столтенберг   | 3-6, 4-6      |
| Поражение | 5.  | 28 февраля 1993  | Скоттсдейл, Аризона, США             | Хард     | Сэндон Столл   | Марк Кил Дейв Рэндолл              | 5-7, 4-6      |
| Поражение | 6.  | 7 марта 1993     | Индиан-Уэллз, США                    | Хард     | Скотт Мелвилл  | Анри Леконт Ги Форже               | 4-6, 5-7      |
| Поражение | 7.  | 2 мая 1993       | Мадрид, Испания                      | Грунт    | Скотт Мелвилл  | Томас Карбонель Карлос Коста       | 6-7, 2-6      |
| Поражение | 8.  | 23 мая 1993      | Болонья                              | Грунт    | Мерфи Дженсен  | Дани Виссер Лори Уордер            | 6-4, 4-6, 4-6 |
| Победа    | 7.  | 6 июня 1993      | Открытый чемпионат Франции, Париж    | Грунт    | Мерфи Дженсен  | Марк-Кевин Гёлльнер Давид Приносил | 6-4, 6-7, 6-4 |
| Поражение | 9.  | 17 октября 1993  | Токио, Япония                        | Ковёр(i) | Мерфи Дженсен  | Патрик Гэлбрайт Грант Коннелл      | 3-6, 4-6      |
| Поражение | 10. | 27 февраля 1994  | Открытый чемпионат Мексики, Мехико   | Грунт    | Мерфи Дженсен  | Франсиско Монтана Брайан Шелтон    | 3-6, 4-6      |
| Поражение | 11. | 18 сентября 1994 | Богота, Колумбия                     | Грунт    | Мерфи Дженсен  | Даниэль Нестор Марк Ноулз          | 4-6, 6-7      |
| Поражение | 12. | 23 апреля 1995   | Ницца, Франция                       | Грунт    | Дэвид Уитон    | Даниэль Вацек Цирил Сук            | 6-3, 6-7, 6-7 |
| Победа    | 8.  | 25 июня 1995     | Ноттингем, Великобритания            | Трава    | Мерфи Дженсен  | Дани Виссер Патрик Гэлбрайт        | 6-3, 5-7, 6-4 |
| Победа    | 9.  | 25 августа 1996  | Лонг-Айленд, США                     | Хард     | Мерфи Дженсен  | Александр Волков Хендрик Дреекман  | 6-3, 7-6      |
| Поражение | 13. | 11 мая 1997      | Корал-Спрингз, США                   | Грунт    | Мерфи Дженсен  | Грег ван Эмбург Дейв Рэндолл       | 7-6, 2-6, 6-7 |
| Поражение | 14. | 25 мая 1997      | Санкт-Пёльтен, Австрия               | Грунт    | Мерфи Дженсен  | Келли Джонс Скотт Мелвилл          | 2-6, 6-7      |
| Победа    | 10. | 20 июля 1997     | Вашингтон, США                       | Хард     | Мерфи Дженсен  | Фернон Вибьер Невилл Годвин        | 6-4, 6-4      |

| Результат | Год  | Турнир                                 | Покрытие | Партнёрша     | Соперники в финале                   | Счёт в финале |
| --------- | ---- | -------------------------------------- | -------- | ------------- | ------------------------------------ | ------------- |
| Поражение | 1996 | Открытый чемпионат Австралии, Мельбурн | Хард     | Николь Арендт | Марк Вудфорд Лариса Савченко-Нейланд | 6-4, 5-7, 0-6 |
| Поражение | 1996 | Открытый чемпионат Франции, Париж      | Грунт    | Николь Арендт | Патрисия Тарабини Хавьер Франа       | 2-6, 2-6      |

## Дальнейшая карьера
После окончания выступлений Дженсен работал теннисным комментатором на каналах ESPN и ESPN2. В качестве теннисного тренера он с 2006 года возглавлял женскую сборную Сиракузского университета, одержав с ней 106 побед (в том числе рекордные 20 в сезоне 2009/2010) при 57 поражениях, однако в конце 2014 года был вынужден покинуть этот пост в связи с обвинениями в неподобающем обращении с игроками. Он также руководил Вестсайдским теннисным центром в Форест-Хилсе (Нью-Йорк). В 2019 году клуб World TeamTennis «Нью-Йорк Эмпайр» объявил, что Дженсен назначен его новым главным тренером; брат Люка, Мерфи, много лет тренировал конкурирующий клуб «Вашингтон Каслс», став с ним шестикратным чемпионом лиги.